# Синайський псалтир
Синайський псалтир (в західних джерелах відомий як лат. "Psalterium Sinaiticum") — найдавніший псалтир старослов'янською мовою. Написаний глаголицею в Македонії. Датується XI століттям. На підставі змісту та особливостей мови вважають пов'язаним з Кирило-Мефодіївською епохою. Містить 209 листів пергаменту: 177 з них були виявлені у 1850 році в бібліотеці монастиря св. Катерини на горі Синай археографом архімандритом Порфирієм (Успенським), там же і зберігаються понині (шифр MS 38); в 1968 році в тому ж монастирі при ремонті було знайдено ще 32 аркуші (зберігаються під шифром MS 2/N).
Псалтир був опублікований:
- Л.Гейтлером (Psalterium. Glagolski spomenik manastria Siani brda; Загреб 1883, вважається неточним);
- С. Н. Северьяновим (Sinajskaja psaltyr. Glagoličeskij pamjatnik XI veka. Санкт-Петербург, 1922; транслітерація кирилицею).
- Факсимільне (частково кольорове) видання: Moshé Altbauer, Psalterium Sinaiticum, an 11th century glagolitic manuscript from St. Catharine's monastery, Mt. Sinai, Skopje, 1971.
- Новознайдені листи фототипічним друком опубліковані в книзі: I. C. Tarnanidis, The slavonic manuscripts discovered in 1975 at St. Catharine's Monastery on Mount Sinai, Салоніки, 1988, с. 87—90 і 249–282.

Псалтир належить до типу рукописів у яких псалми розбиті на частини для полегшення використання тексту.
Синайский Псалтир — це невеликого розміру кодекс, написаний на пергаменті глаголицею, також включає декілька надписів кирилицею, які містяться в заголовках псалмів [155; 6].